# Skuggspel (film)
Skuggspel (Sleuth), är en amerikansk film från 2007 i regi av Kenneth Branagh med Michael Caine och Jude Law i huvudrollerna. 
Filmen är baserad på pjäsen av Anthony Shaffer och filmen är även en nyinspelning av filmen från 1972 med samma namn. Filmen är regisserad av Kenneth Branagh.

## Synopsis
Två män, en författare och en skådespelare (Michael Caine och (Jude Law), slåss om en kvinna. De bestämmer sig för att möta varandra i en kamp och det kan bara sluta med en sak - mord.

## Skådespelare
| Michael Caine     | – Andrew Wyke |
| Jude Law          | – Milo Tindle |
| Harold Pinter     | – Man på TV   |
| Carmel O'Sullivan | – Maggie      |

## Kritiskt mottagande
Filmen fick många negativa recensioner. På Rotten Tomatoes har filmen bara fått 35%. Metacritic rapporterade att filmen bara har fått 49 av 100.

## DVD och Blu-Ray
Skuggspel släpptes på DVD och Blu-Ray den 7 maj 2008 och i Sverige.